# 中国国际供应链促进博览会
中国国际供应链促进博览会（China International Supply Chain Expo，简称链博会、CISCE）是中国国际贸易促进委员会主办的以全球供应链为主题的博览会。首届链博会于2023年11月28日至12月2日在北京举办。博览会的吉祥物为象征供应链的拼图形象“链氪”。